# Bet Szemesz
Bet Szemesz (hebr. בית שמש; arab. بيت شيمش) – miasto położone w Dystrykcie Jerozolimy w Izraelu.

## Położenie
Miasto jest położone wśród wzgórz na pograniczu Szefeli z Judeą, w odległości około 16 kilometrów na zachód od Jerozolimy i 25 km od wybrzeża Morza Śródziemnego. We wschodniej części miasta znajduje się wadi strumienia Zanoach, który spływa z gór Judzkich kilkoma wadi. Na północy miasta jest wadi strumienia Sorek i jego dopływu Kesalon.
W otoczeniu miasta znajdują się moszawy Machseja, Zanoach, Nes Harim, Mata, Avi'ezer, Newe Micha'el, Zecharja, Sedot Micha, Jiszi, Tarum i Nacham, oraz kibuce Netiw ha-Lamed-He i Cora (Izrael). Na zachód od miasta znajduje się ściśle tajna baza rakietowa Sedot Micha.

### Podział administracyjny
Od połowy lat 90. XX wieku miasto przeżywa gwałtowny rozwój budownictwa mieszkaniowego. Osiedla są nazwane: Ramat Lehi, HaGefen, Pisgat HaSzeva, Giwat Savjon, Kirjat Ben Eliezer, Giwat Szaret, Nofei Aviv, Neve Sapir, Kirjat Arje Szeinfeld, Nahala Umnucha, Bajit Umnucha, Kirjat HaRav Nissim, Merkaz Lehitjaszvut, Zanoach, Kirjat HaRama, Ramat Bet Szemesz A, Ramat Bet Szemesz B, Ramat Bet Szemesz C, Szazar, Icchak Ben Cwi oraz Chaim Weizman.

## Demografia
Zgodnie z danymi Izraelskiego Centrum Danych Statystycznych w 2006 roku w mieście żyło 69,5 tys. mieszkańców, wszyscy Żydzi.
Populacja miasta pod względem wieku (dane z 2006):
| Wiek (w latach) | Procent populacji w % |
| --------------- | --------------------- |
| 0-4             | 19,0%                 |
| 5-9             | 16,1%                 |
| 10-14           | 10,2%                 |
| 15-19           | 6,9%                  |
| 20-29           | 15,0%                 |
| 30-44           | 17,2%                 |
| 45-59           | 9,5%                  |
| ponad 60        | 6,0%                  |

Źródło danych: Central Bureau of Statistics.

## Historia

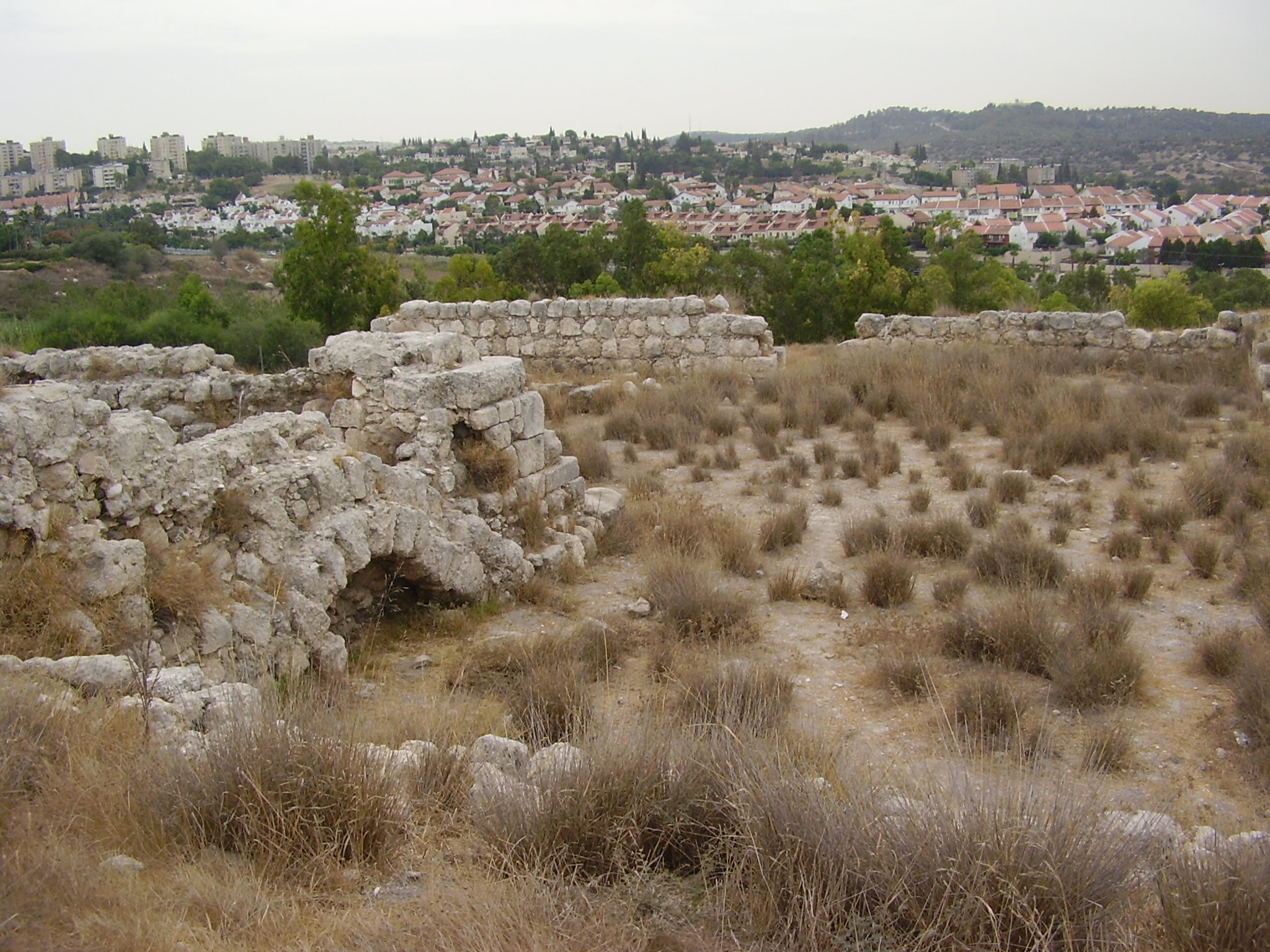
Starożytne ruiny na Tel Bet Szemesz

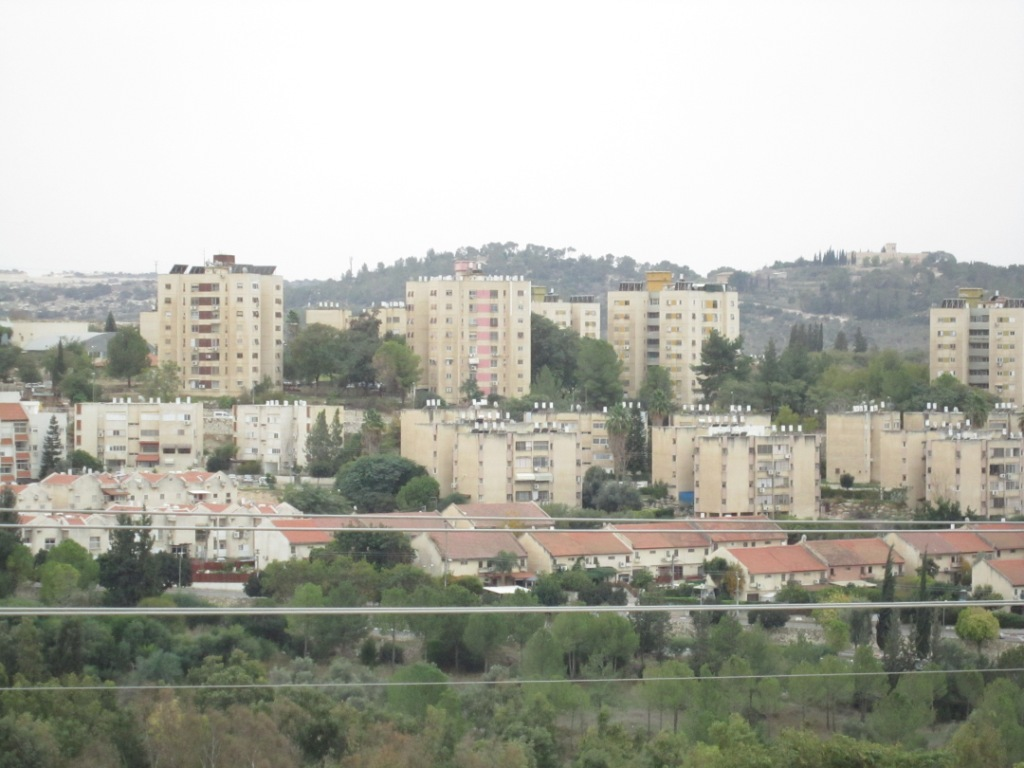
Współczesne Bet Szemesz

Historia miasta Bet Szemesz sięga starożytności. Jego nazwa (fen. Bet Szemesz; pol. Dom Słońca lub Świątynia Słońca) nawiązuje do kananejskiej bogini słońca Szemesz, która była czczona w starożytności. Na wzgórzu Tel Bet Szemesz zachowały się ruiny starożytnego miasta. W ostatnich latach dokonano tutaj ważnych odkryć archeologicznych. Odkryto pozostałości ufortyfikowanego miasta z zaawansowanym systemem wodociągów. We wszystkich warstwach ziemi odkryto kości koszernych zwierząt (w przeciwieństwie do okolicznych twierdz i osad z tego okresu), co sugeruje, że było to żydowskie miasto. Bet Szemesz jest po raz pierwszy wymieniane w Księdze Jozuego jako miasto położone na granicy pomiędzy pokoleniami Judy i Dana. Następnie Księga Jozuego wymienia Bet Szemesz jako miasto przeznaczone dla kapłanów. 1 Księga Samuela wspomina Bet Szemesz jako miejsce postoju Arki Przymierza po jej odzyskaniu z rąk Filistynów. W VI wieku p.n.e. miasto zostało zniszczone i przez kolejne stulecia pozostawało zapomniane.
Podczas I wojny izraelsko-arabskiej w maju 1948 całą tę okolicę zajęły wojska egipskie połączone z arabskimi ochotnikami. Utworzyły one ufortyfikowany posterunek „Mishlat” na wzgórzu, na którym później powstało współczesne miasto Bet Szemesz. Na samym rozpoczęciu operacji Ha-Har w nocy z 19 na 20 października 1948 Izraelczycy zdobyli wzgórze i przejęli kontrolę nad całą okolicą.
Po wojnie, w dniu 6 grudnia 1950 w miejscu dzisiejszego moszawu Nacham powstał obóz dla nowych imigrantów żydowskich Ma’abarat Har-Tuv. Pierwszymi mieszkańcami byli imigranci z Bułgarii, do których później dołączyli imigranci z Iranu, Iraku, Rumunii, Maroka i Kurdystanu. W 1952 wybudowano pierwszy dom osiedla Bet Szemesz. Miasto rozwijało się bardzo powoli, a jego mieszkańcy w większości pochodzili z Afryki Północnej. Gdy w latach 90. XX wieku do Izraela napłynęła wielka fala imigrantów z krajów byłego ZSRR, władze podjęły decyzję o rozbudowie Bet Szemesz. Rozpoczęto budowę nowych dzielnic mieszkaniowych, a ludność miasta bardzo szybko rosła. Proces rozbudowy miasta nadal trwa.
W dniu 13 marca 1997 grupa uczniów ze szkoły Beit Shemesh’s Feurst School pojechała na wycieczkę do Naharajim w Dolinie Jordanu. jordański żołnierz Ahmed Edcamsah otworzył ogień do grupy dziewcząt. W zamachu zginęło siedem uczennic, a sześć zostało ciężko rannych. Zamachowiec został skazany przez jordański sąd wojskowy na karę dożywotniego więzienia, a król Husajn I odwiedził Bei Szemesz z przeprosinami dla rodzin ofiar. Zostało to przyjęte jako wzruszający i odważny czyn.

## Gospodarka
Zgodnie z danymi Izraelskiego Centrum Danych Statystycznych w Bet Szemesz w 2000 było 12 518 zatrudnionych pracowników i 849 pracujących na własny rachunek. Pracownicy otrzymujący stałe pensje zarabiali w 2000 średnio 4858 NIS, i otrzymali w ciągu roku podwyżki średnio o 7,3%. Przy czym mężczyźni zarabiali średnio 6631 NIS (podwyżka o 8,9%), a kobiety zarabiały średnio 3162 NIS (podwyżka o 1,3%). W przypadku osób pracujących na własny rachunek średnie dochody wyniosły 5840 NIS. W 2000 roku w Bet Szemesz było 774 osób otrzymujących zasiłek dla bezrobotnych i 2701 osób otrzymujących świadczenia gwarantowane.
W okolicy uprawia się między innymi winorośla. Produkowane tutaj lokalne wino nosi nazwę „Singer Cellars”.
Miasto posiada dwie strefy przemysłowe. W północnej strefie przemysłowej koncentrują się warsztaty stolarskie, ślusarskie i mechaniczne, oraz hurtownie i inne firmy usługowo handlowe. W zachodniej strefie przemysłowej działają niewielkie przedsiębiorstwa. Beit Shemesh Engines Ltd. (BSEL) produkuje i naprawia silniki oraz podzespoły dla silników odrzutowych.

## Transport
Przy mieście przebiega droga ekspresowa nr 38 (Sza’ar ha-Gaj–Bet Guwrin).
Miasto posiada stację kolejową, która utrzymuje połączenia kolejowe z Jerozolimą i Tel Awiwem.

## Oświata
W Bet Szemesz znajduje się 29 szkół podstawowych i 15 szkół średnich, w których uczy się 9,3 tys. uczniów.

## Miasta partnerskie
- Split, Chorwacja
- Waszyngton, USA
- Nottingham, Wielka Brytania